# نيو هافن (فيرمونت)
نيو هافن (بالإنجليزية: New Haven, Vermont)‏ هي بلدة تقع بولاية فيرمونت في الولايات المتحدة. تبلغ مساحتها 107.6 (كم²)، وترتفع عن سطح البحر 104 م، بلغ عدد سكانها 1727 نسمة في عام 2010 حسب إحصاء مكتب تعداد الولايات المتحدة وتصل الكثافة السكانية فيها 16.2 نسمة/كم2.

## أعلام
- هومر هالبرت
- جوزيه تورنر

## وصلات خارجية
- www.newhavenvt.com
- The US50 - Cities and Towns in Vermont State
- Vermont Cities and Towns, Facts, Map, Flag, Colleges, Government, and More